# Sparkasse Neuhofen
Die Sparkasse Neuhofen Bank AG mit Unternehmenssitz in Neuhofen an der Krems ist ein oberösterreichisches Bankunternehmen mit einer Zentrale und 7 Geschäftsstellen. Die Sparkasse Neuhofen Bank AG ist Mitglied des Kooperations- und Haftungsverbundes der österreichischen Sparkassen und des Österreichischen Sparkassenverbands.

## Gründungsgeschichte
Die Initiative zur Gründung einer Sparkasse ging vom damaligen Bürgermeister Georg Mayr aus, der verhindern wollte, dass die Überschüsse des wirtschaftlich aufstrebenden Marktes in Geldinstituten anderer Orte deponiert wurden. Anfang Jänner 1900 stellte der Gerichtsvorsteher Landesgerichtsrat Eduard Sutter im Gemeinderat den Antrag, eine Sparkasse zu gründen. Dies und die Übernahme der Haftung durch die Gemeinde wurde auch einstimmig angenommen. Mitte Februar wurde der erste Statutenentwurf der k. u k. Statthalterei in Linz vorgelegt. Diese hatte allerdings Bedenken wegen allfälliger Konkurrenzierung mit der Sparkasse Kremsmünster. Deswegen mussten die Statuten abgeändert werden. Mitte Juni 1900 genehmigte die k. u k. Statthalterei die Statuten der Sparkasse. Mitte Juli konnte die Sparkasse ihren ersten Amtstag abhalten.

## Privatstiftung
Die Privatstiftung Sparkasse Neuhofen wurde 2001 gegründet. Sie entstand aus der Umwandlung der damaligen Anteilsverwaltungssparkasse. Zweck der Privatstiftung ist die regionale Förderung wirtschaftlicher, wissenschaftlicher, sozialer und kultureller Tätigkeiten und Entwicklungen zum Wohle der Allgemeinheit.